# 루마니아의 언어
루마니아에서 사용되는 언어도 적지 않다. 공용어는 루마니아어, 헝가리어, 독일어 이 3가지이며, 그 밖에 롬어, 우크라이나어 등도 사용된다. 그 밖에 블라키아 롬어(집시들이 주로 사용), 아로마니아어(루마니아어의 방언으로 아로마니아인들이 주로 사용), 튀르키예어, 불가리아어 등이 사용된다.
1990년 이전까지 루마니아어 이외의 언어는 모조리 사용 금지였다(발각 시 엄벌에 처했음).